# Johann Heinrich Hintze

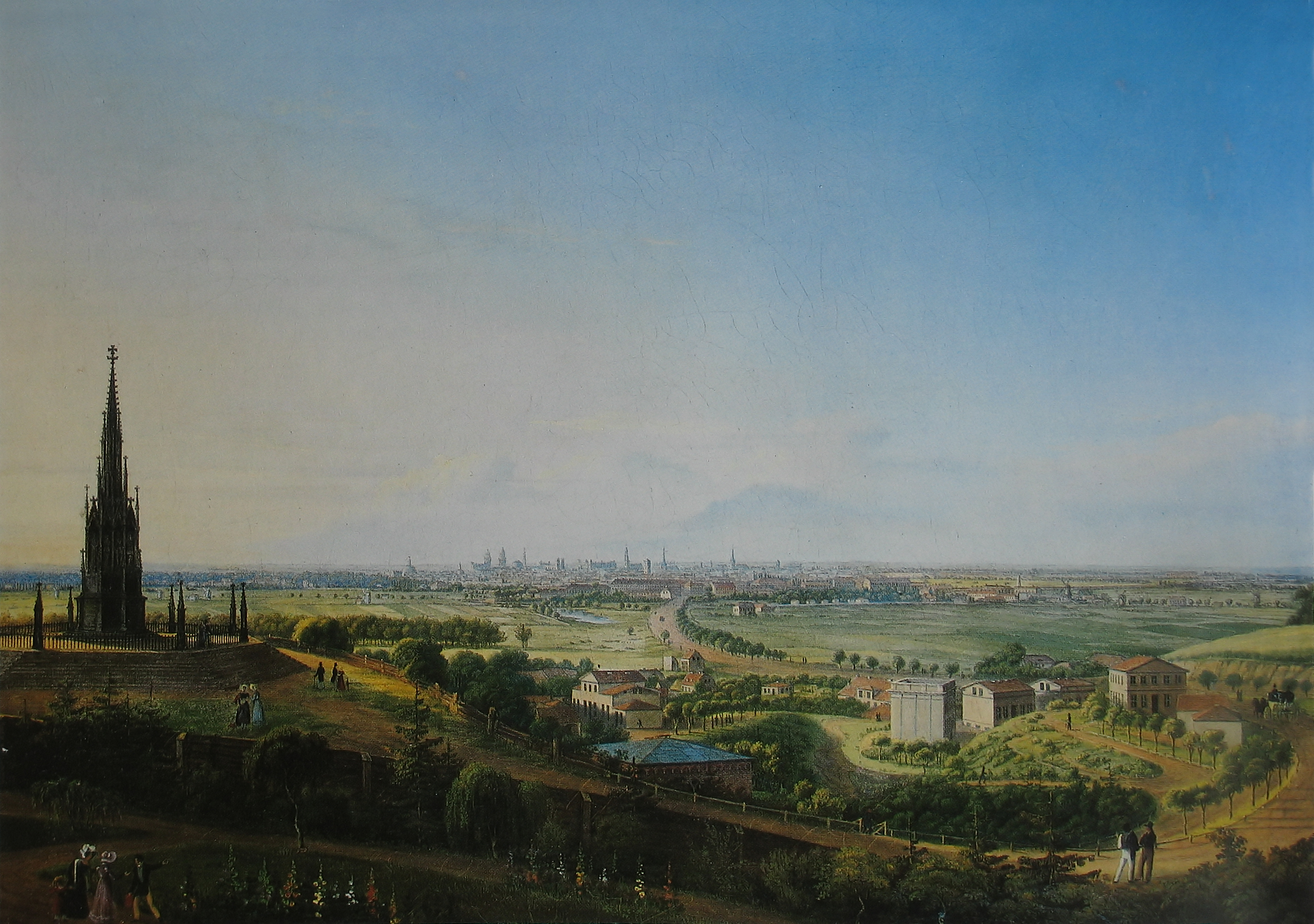
Blick vom Kreuzberg; Hintze, 1829

Johann Heinrich Hintze (*  18. April 1800 in Berlin; † 16. August 1861 in Hamburg) war ein deutscher Landschafts- und Architekturmaler. Hintze gehörte zusammen mit Eduard Gaertner, Johann Erdmann Hummel und Carl Hasenpflug zu den bedeutendsten deutschen Architekturmalern seiner Zeit.

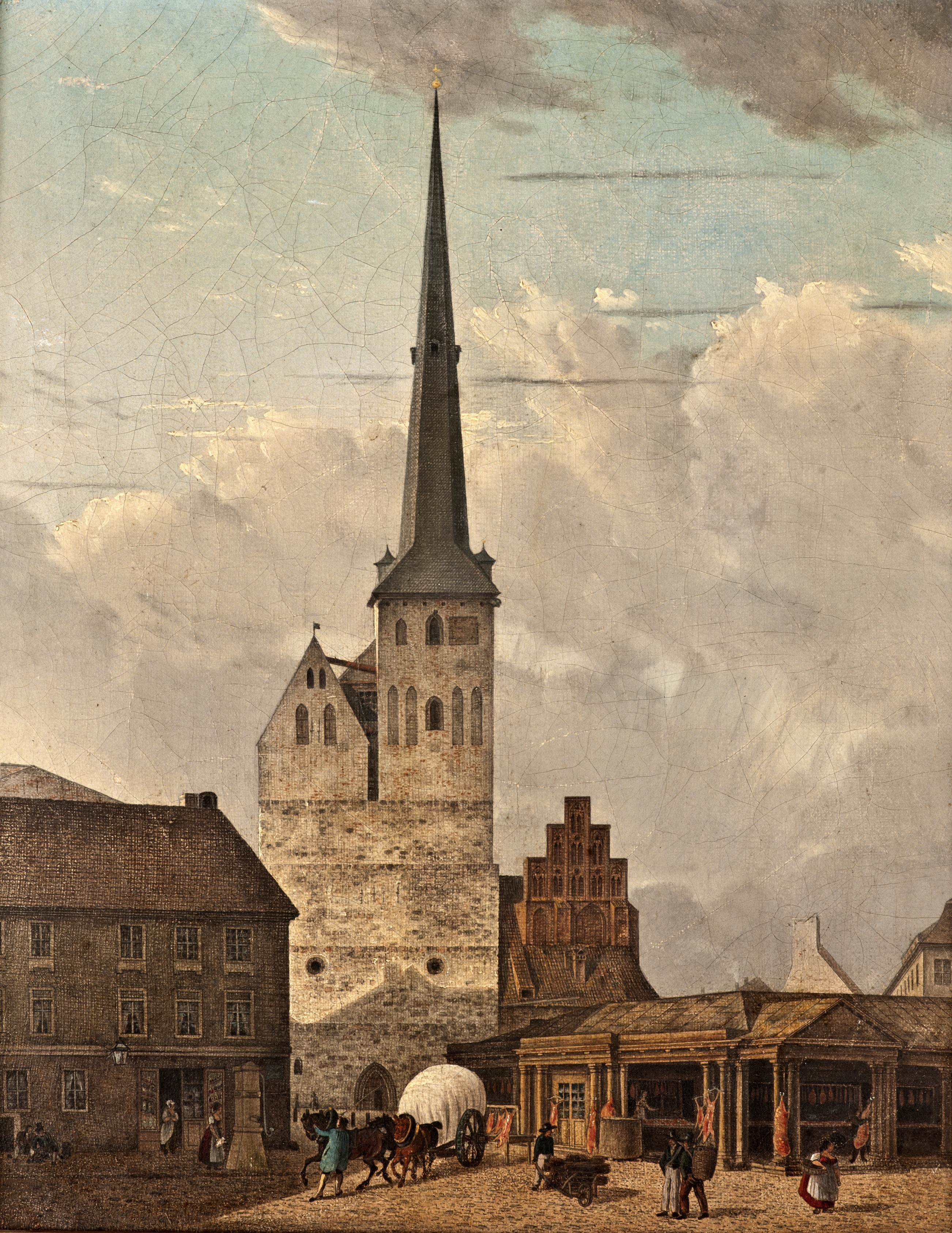
Nikolaikirche in Berlin; Hintze, 1827

Johann Heinrich Hintze absolvierte, wie viele Künstler in dieser Zeit, ab 1814 eine Ausbildung als Porzellanmaler im Fach Landschaftsmalerei in der Königlichen Porzellan-Manufaktur Berlin. 1820 verließ er die Manufaktur und begab sich auf eine Studienreise, die ihn nach Mecklenburg und Rügen führte. In dieser Zeit schuf er im Auftrag von Großherzog Friedrich Franz I. von Mecklenburg-Schwerin verschiedene Landschafts- und Architekturbilder. Anschließend unternahm er ausgedehnte Reisen nach Holstein, in die Alpen, nach Österreich, Prag, Schlesien und an den Rhein. 1830 kehrte er nach Berlin zurück und arbeitete zusammen mit Gaertner und anderen Berliner Architekturmalern an den Illustrationen für Samuel Heinrich Spikers Buch Berlin und seine Umgebung.
Von 1824 bis 1858 beteiligte sich Johann Heinrich Hintze regelmäßig an den Berliner Akademieausstellungen und war als Maler und Zeichner für den späteren Kaiser Friedrich III. auf dessen Reisen tätig. Hintze legte sein Hauptaugenmerk  auf das Stadtbild und die Umgebung Berlins. Zumeist malte er Ölbilder, daneben aber auch Aquarelle, darunter etliche Ansichten von Städten wie Wien, Salzburg und Prag. Ein im Zusammenhang mit der Berliner Malerei exponiertes Werk ist das Ölbild der Nikolaikirche. Der Bau ist in seinem ursprünglichen Zustand mit nur einem Turm in kleinstädtisch wirkender Umgebung wiedergegeben.